# 李适之亂
李适之亂發生於1624年（仁祖2年），叛變的將軍李适由於不滿在在仁祖反正事件中論功行賞的賞賜，所以發起事變，推舉仁祖大王的叔叔興安君李瑅為新王。叛變事件令漢陽陷落，但只維持了三天。之後，李适兵敗於昭川，並向安士誠投降；興安君在被送返漢陽的途中，被沈器遠殺死。

## 概要
李适，字白圭，是朝鮮王朝中期的武臣，時任平安道兵馬節度使。本貫慶尚南道固城的李适，是前兵曹參判李陸的後孫。宣祖時期武科及第，歷任刑曹左郎及泰安郡守。1622年(光海君14年)被任命為咸鏡道兵馬節度使。1623年陰曆三月，仁祖反正發生。

## 原因
当仁祖反正的军事政变开始后，李适作为西人党当中最高的武官，自然出任了名义上义军的总指挥官大将军。然而，这次政变的发起者，也就是所谓的举义大将金鎏，依然是实质上的最高领袖。李适在行动中的军事安排和计划，也无奈地要受到金鎏的掣肘。在李适看来，金鎏优柔寡断，不适合担任政变的领导者。金鎏也清楚李适的野心，拥戴他为大将军不过是招揽人心的权宜之举。因此严格地说，在西人党还没有成为朝廷主导政治势力前，就已经有了分裂的迹象。
反正成功后，李贵、金鎏见李适失去了利用价值，就对他排挤了起来，仅打赏给他一个汉城府判尹的小官。李适当然对此极为不满。这个时候，朝鲜北方的后金对朝鲜边境的威胁加重。

## 參看
- 仁祖反正
- 丁卯胡亂

## 外部連結
- 한국역대인물 종합정보 시스템-이괄 （页面存档备份，存于）
- 鹅溪君. . 2006-12-12  [2009-01-30]. （原始内容存档于2015-12-04）.